# Lissodiadema lorioli
Espèce
Lissodiadema lorioli est une espèce d'oursins réguliers, de la famille des Diadematidae.

## Description
Ce sont de tout petits oursins réguliers aux piquants longs, fins, transparents et flexibles. Le test est violacé ou rougeâtre, surmonté d'une ampoule anale proéminente légèrement violacée. Les zones ambulacraires forment cinq fourches bifides sur la face aborale.

## Habitat et répartition
On trouve ces oursins à grande profondeur, sur les substrats rocheux accidentés, dans la région indo-pacifique, des Philippines à  Hawaii en passant par la Polynésie.

## Caractéristiques squelettiques
Le test est aplati, fin, légèrement flexible, présentant des sutures imperceptiblement imbriquées. 
Le disque apical entoure un périprocte assez réduit, surplombé par une papille anale distincte. 
Les ambulacres sont droits, mesurant le tiers de la largeur des interambulacres. Les paires de pores sont unisériées, positionnées à la suture adradiale sur la moitié supérieure du test, et plus proche du centre des plaques sur la face orale, laissant la place à des séries adradiales de tubercules de tailles irrégulières. La zone de pores est large, encore plus sur la face aborale, densément granulée d'une tuberculation irrégulière (les tubercules primaires sont presque indistincts), tendant parfois à former des rangées verticales, doubles sur la face orale. 
Les interambulacres portent trois tubercules presque égaux par plaque ambitale, alternant avec de petits tubercules secondaires qui se chevauchent parfois. Les tubercules primaires sont perforés et non crénulés, ou imperceptiblement. 
Le péristome est large et élevé, entouré de petites plaques buccales ; les encoches buccales sont large et peu profondes. 
Les radioles sont longues, fines, creuses et lisses.